# Тюльпанне дерево американське
{{#ifeq:0|0|{{#if:|{{#if:Liriodendrontulipifera|[[]}}|}}}}
Тюльпанне дерево американське (Liriodendron tulipifera) — вид рослин роду тюльпанне дерево (Liriodendron), рослина філогенетично наближена до магнолій.

## Назва
Родова назва означає «дерево-ліра». Так його назвали за оригінальну форму листків, притаманну тільки йому. А тюльпанним його називають за квіти жовтогарячого кольору, які зовні нагадують тюльпани. Деревина тюльпанного дерева продається під назвою «жовтої тополі», хоча з родом Populus вона далеко не споріднена.

## Будова
Листяне дерево, що скидає листя на зиму. Квіти великі, до 6 см у діаметрі, поодинокі, зеленувато-жовтуваті. Восени на місці квіток дозрівають видовжені плоди коричневого кольору. У сприятливих умовах тюльпанне дерево американське доживає до 500 років.

## Поширення та середовище існування
Тюльпанне дерево веде свій родовід із Північної Америки, де воно поширене від Індіани й Пенсільванії до Флориди й Арканзасу.
Тюльпанове дерево — одне з найбільших дерев східної частини Північної Америки, відомі випадки, коли воно досягало висоти 58,5 м, а наступні за висотою екземпляри — 52-54 м. Діаметр стовбура великих екземплярів зазвичай становить 1,2-1,8 м, хоча він може рости набагато ширше.
Найкращий час для огляду ліріодендрона — у червні, коли він увесь вкривається квітами.

### В Україні
У Журавному Львівської області росте 300-літнє тюльпанне дерево. Також є у селі Варяж Львівської області та на території колишнього саду Палацу Потоцьких в місті Шептицький. Цвіте, зокрема, в Ужгороді. У місті Мукачево є алея обабіч вулиці Соборної, висаджена у 2016 році.
У прикарпатському Єзуполі, на території колишнього палацу Дідушицьких (тепер територія Обласного дитячого психоневрологічного санаторію), росте тюльпанне дерево, привезене з далеких країв і посаджене Войцехом Дідушицьким-батьком (ХІХ ст.).
На Львівщині, поблизу містечка Самбір в селі Ралівка на території колишнього Обозного заводу, росте тюльпанне дерево, привезене колись разом із іншими рідкісними рослинами паном Баранським на початку 20 століття.
Понад 120 років його вирощують у ботанічних садах Києва. У Ботанічному саду ім. М.Гришка розквітає на початку червня. Квітне й у Ботанічному саду ім. О. Фоміна, де його посадили в 1971 році. Зустрічається воно також і в деяких інших старих парках та дендраріях, зокрема, дендропарку НЛТУ, парку Олеському замку, Стрийському парку.
Тюльпанне дерево у Ворзелі (посаджене в 1914) — одне з найбільших в Україні. Його висота становить близько 30 м, а діаметр стовбура — понад 1 м.

## Практичне використання
Широко використовується у декоративному озеленені.
Тюльпанне дерево швидко росте і дає не дуже тверду, але легку й міцну деревину, що придатна для виготовлення меблів.

## Галерея

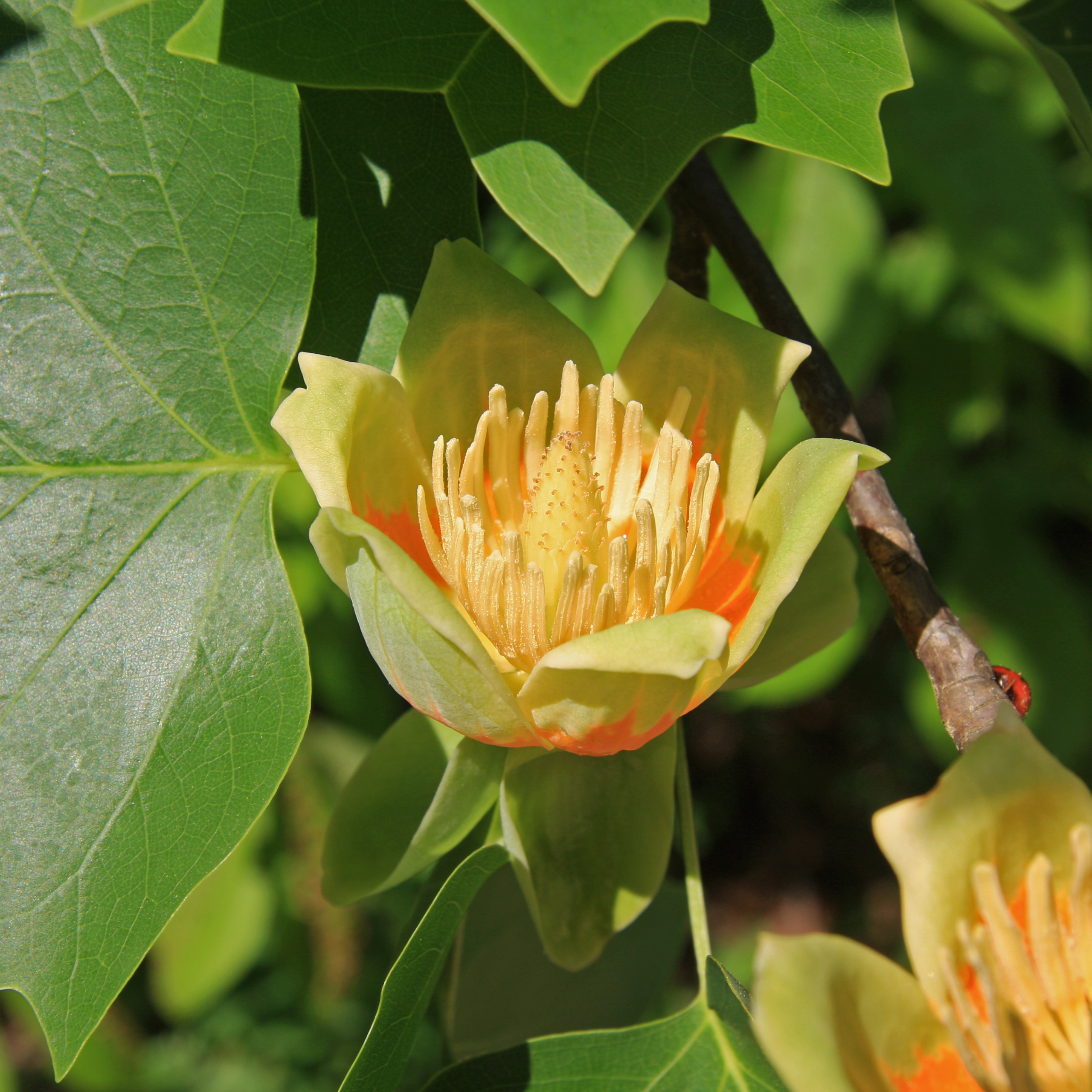
Liriodendron tulipifera квіти
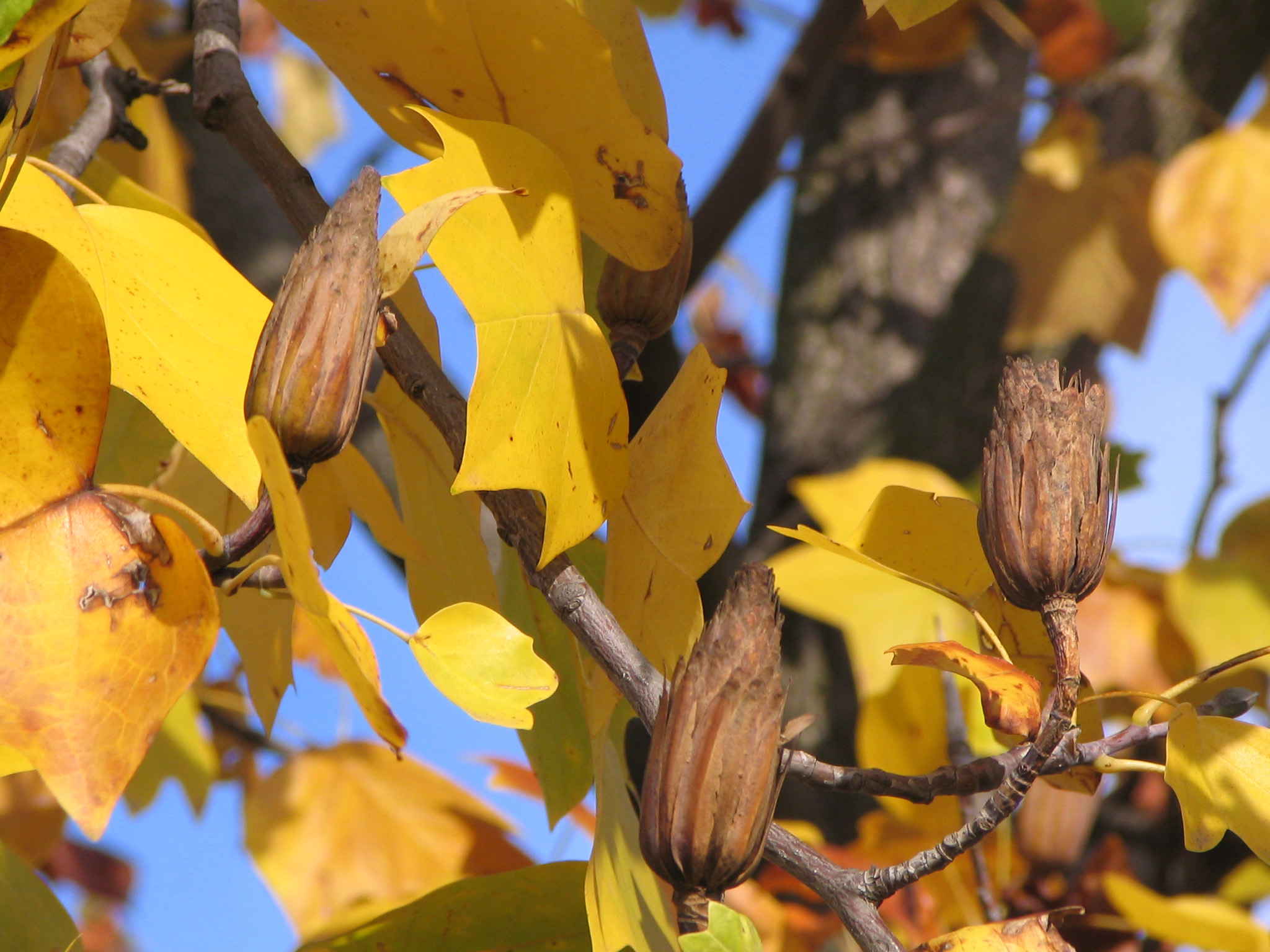
Liriodendron tulipifera осіннє листя
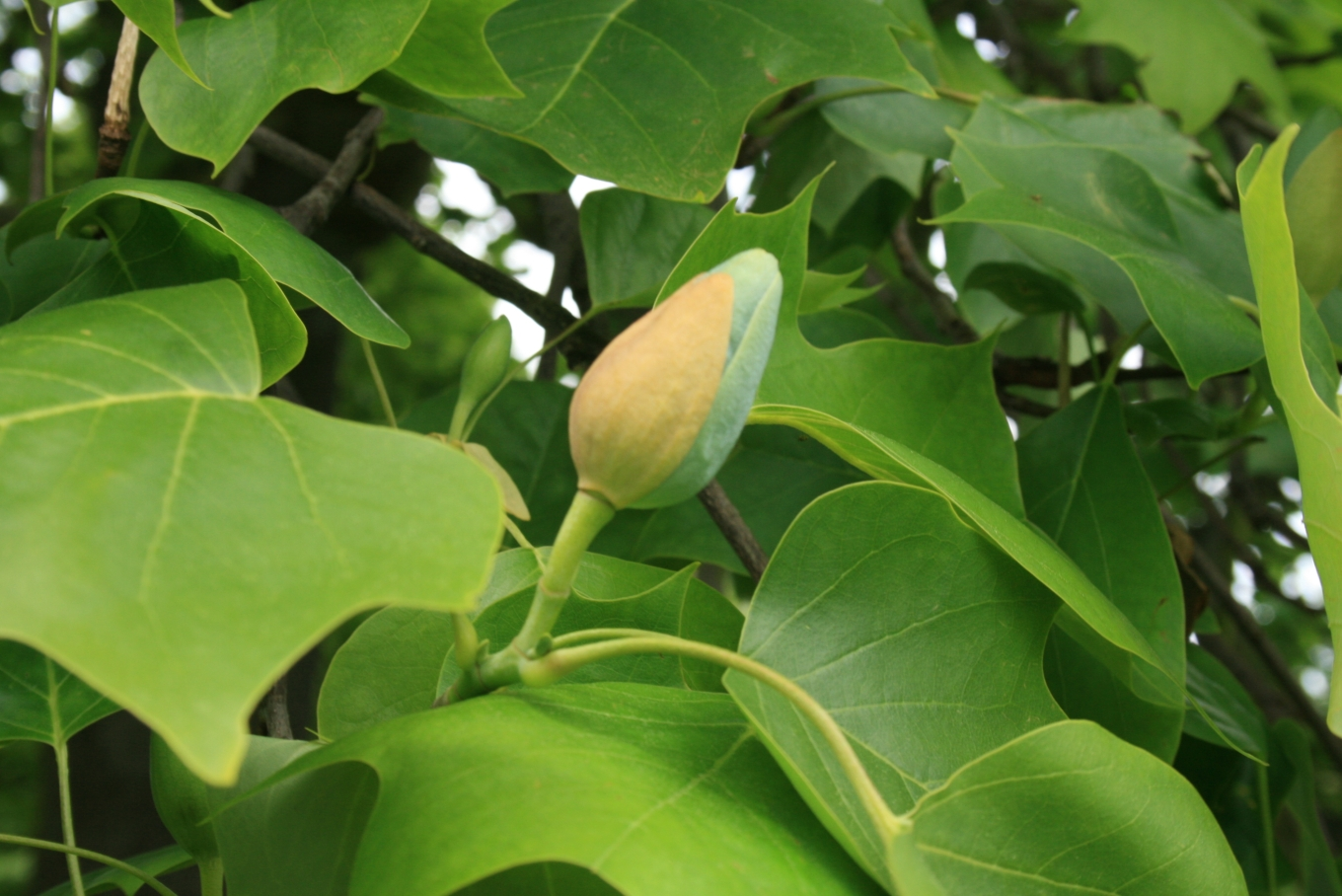
Liriodendron tulipifera квітка
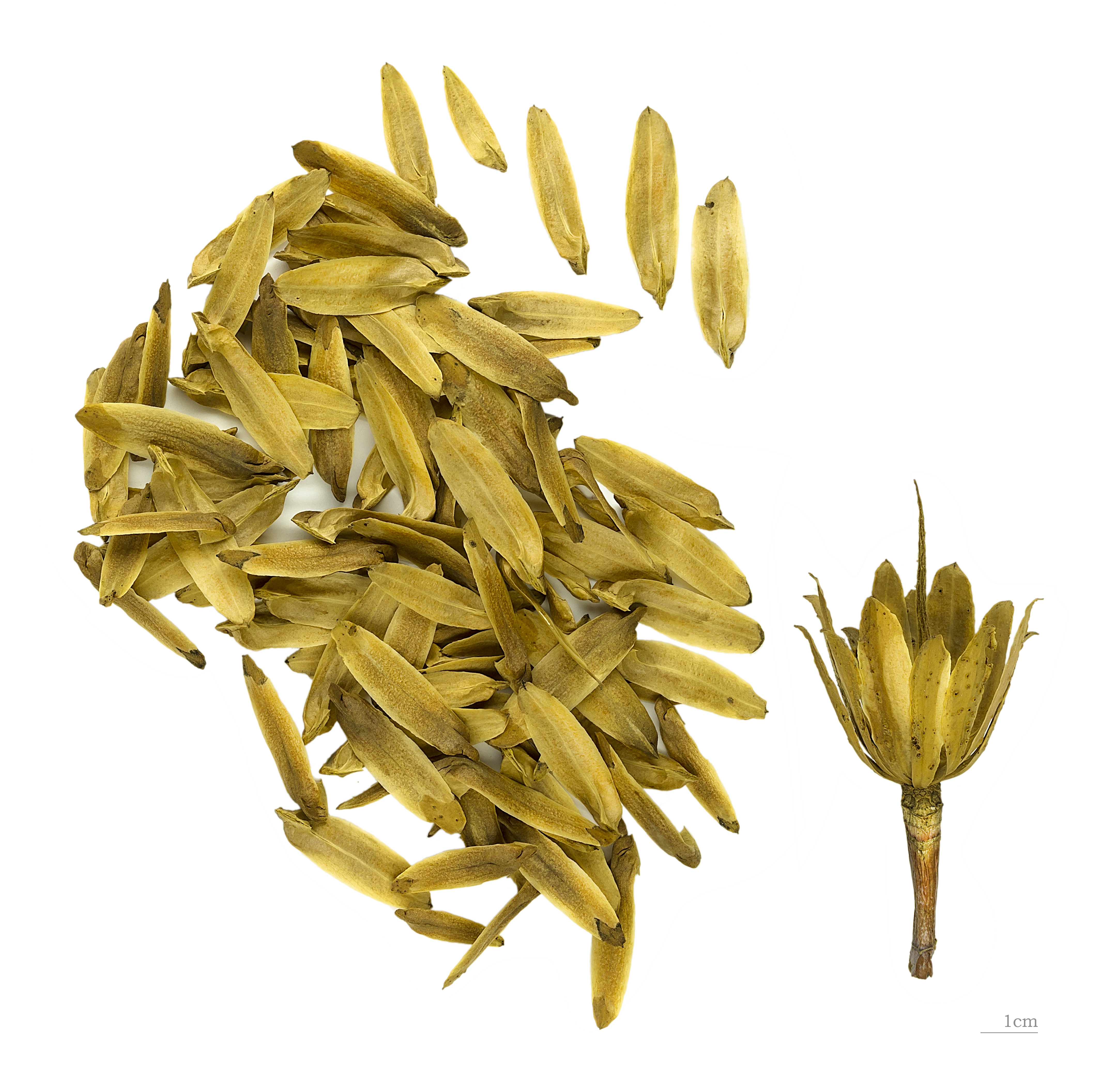
Плоди  Liriodendron tulipifera
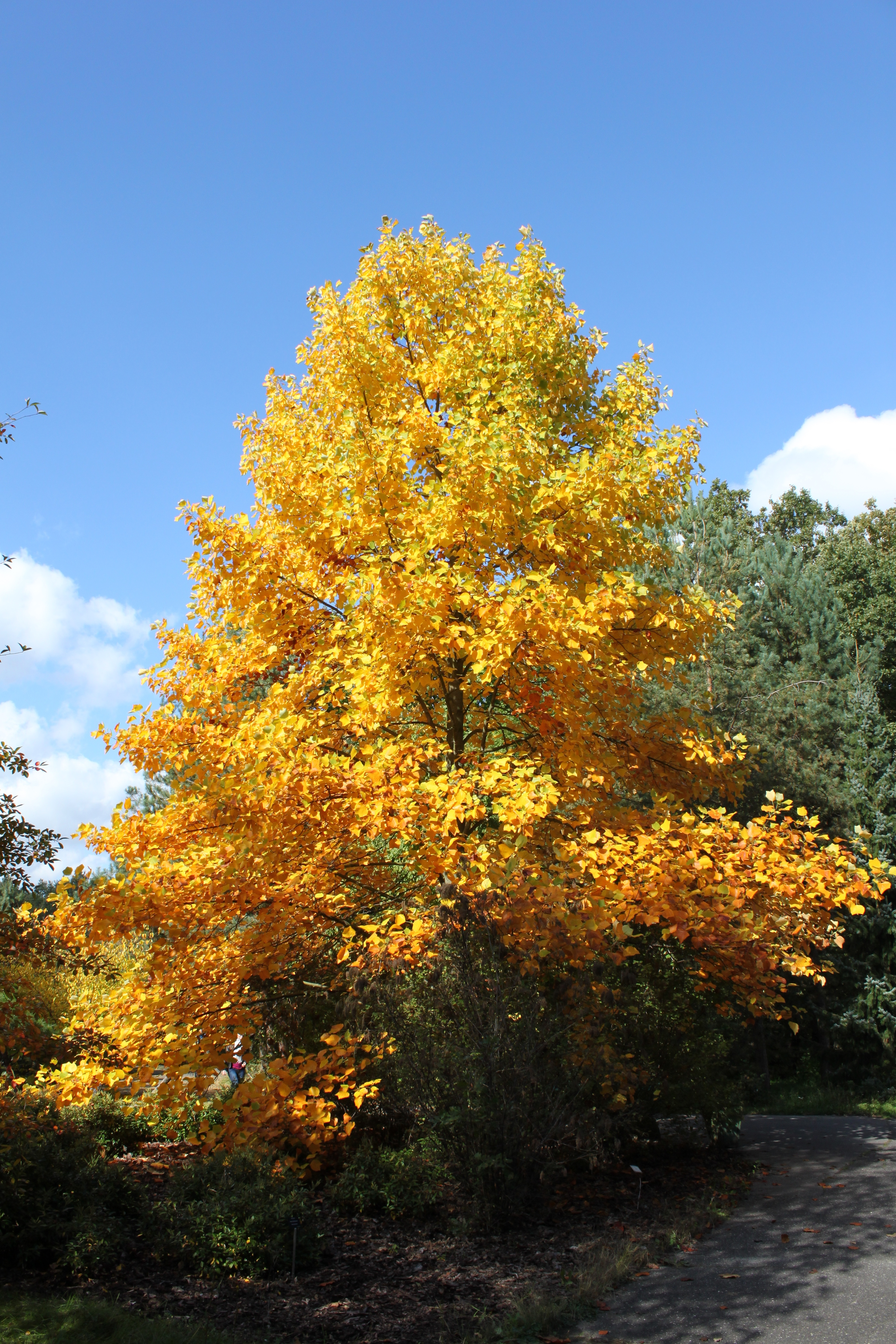
Дерево восени